# Amoenus
Amoenus war ein antiker römischer Toreut (Metallbildner), wahrscheinlich in der zweiten Hälfte des 1. Jahrhunderts in Norditalien tätig.
Amoenus ist heute nur noch aufgrund eines Signaturstempels auf einer Bronzekelle bekannt. Diese wurde in einem Brandgrab in Speyer gefunden. Heute befindet sich das Stück im Historischen Museum der Pfalz in Speyer.

## Einzelbelege
1. ↑  Inventarnummer 3375; Richard Petrovszky: Studien zu römischen Bronzegefäßen mit Meisterstempeln. Leidorf, Buch am Erlbach 1993, S. 192, Nr. A.12.

| Personendaten    | Personendaten                              |
| ---------------- | ------------------------------------------ |
| NAME             | Amoenus                                    |
| KURZBESCHREIBUNG | antiker römischer Toreut                   |
| GEBURTSDATUM     | 1. Jahrhundert v. Chr. oder 1. Jahrhundert |
| STERBEDATUM      | 1. Jahrhundert oder 2. Jahrhundert         |